# NCIS (1.ª temporada)
A primeira temporada de NCIS começou em 23 de setembro de 2003 e terminou em 25 de maio de 2004.

## Elenco
| Participante | Participante | Participante | Participante | Participante | Participante        |
| ------------ | ------------ | ------------ | ------------ | ------------ | ------------------- |
|              | Principal    |              | Recorrente   |              | Flashback/Convidado |

| Personagem             | Ator/atriz          | Cargo                              | Participante |
| ---------------------- | ------------------- | ---------------------------------- | ------------ |
| Leroy Jethro Gibbs     | Mark Harmon         | Agente especial Supervisor do NCIS |              |
| Tony DiNozzo           | Michael Weatherly   | Agente Especial Senior do NCIS     |              |
| Caitlin Todd           | Sasha Alexander     | Agente Especial do NCIS            |              |
| Abby Sciuto            | Pauley Perrette     | Especialista Forense do NCIS       |              |
| Donald "Ducky" Mallard | David McCallum      | Chefe dos Legistas do NCIS         |              |
| Thomas Morrow          | Alan Dale           | Diretor do NCIS                    |              |
| Gerald Jackson         | Pancho Demmings     | Legista Assistente do NCIS         | Até o Ep. 16 |
| Jimmy Palmer           | Brian Dietzen       | Legista assistente do NCIS         |              |
| Tobias Fornell         | Joe Spano           | Agente Especial do FBI             |              |
| Timothy McGee          | Sean Murray         | Agente Especial do NCIS            |              |
| Paula Cassidy          | Jessica Steen       | Agente do NCIS                     |              |
| Ari Haswari            | Rudolf Martin       | Agente do Mossad                   |              |
| Bud Roberts            | Patrick Labyorteaux | Tenente                            | Ep.2         |
| Stan Burley            | Joel Gretsch        | Agente Especial do NCIS            | Ep.6         |

## Episódios
| Sequência | Episódios | Título                   | Direção             | Escrito por                                  | Data de exibição        | Audiência EUA (em milhões) |
| --- | --------- | ------------------------ | ------------------- | -------------------------------------------- | ----------------------- | -------------------------- |
| 1 | 1         | "Morte No Força Aérea 1" | Donald Bellisario   | Donald Bellisario e Don McGill               | 23 de setembro de 2003  | 13.04                      |
| Enquanto estava no avião Força Aérea 1, um comandante da marinha morre. Agentes da Navy NCIS decidem comandar a investigação e recrutam uma agente do serviço secreto para ajudá-los. Agora a equipe da NCIS precisa descobrir se a causa da morte do oficial foi natural ou não. Personagens recorrentes: Alan Dale como Diretor do NCIS Tom Morrow e Joe Spano como Agente do FBI Tobias Fornell.                                                                                      |           |                          |                     |                                              |                         |                            |
| 2 | 2         | "Paraquedas"             | Alan J. Levi        | Don McGill                                   | 30 de setembro de 2003  | 12.08                      |
| Durante um exercício de treinamento, um pára-quedista da marinha falha ao tentar abrir seu paraquedas e cai em cima de um carro estacionado. A equipe do NCIS chega à cena e busca por provas que confirmem suas suspeitas de assassinato. Personagem recorrente: Patrick Labyorteaux como LT Bud Roberts (de JAG). |           |                          |                     |                                              |                         |                            |
| 3 | 3         | "Lobo do Mar"            | Bradford May        | Donald Bellisario e John Kelley              | 7 de outubro de 2003    | 11.26                      |
| Quando o corpo de um comandante da marinha é encontrado numa praia ao lado dos corpos de dois traficantes, Gibbs se recusa a acreditar que esse marinheiro foi assassinado por ser corrupto. Personagem recorrente: Joe Spano como Agente do FBI Tobias Fornell. |           |                          |                     |                                              |                         |                            |
| 4 | 4         | "Os Imortais"            | Alan Levi           | Darcy Meyers                                 | 14 de outubro de 2003   | 11.70                      |
| A equipe NCIS investiga quando o corpo de um mergulhador é encontrado no fundo do mar com roupas brancas e uma espada de cerimônia. Eles descobrem que ele fazia parte de um tipo de jogo de guerreiros. Agora, a equipe precisa descobrir quem o envolveu neste jogo e até onde pode ir a revanche de seu inimigo. |           |                          |                     |                                              |                         |                            |
| 5 | 5         | "A Maldição"             | Terrence O'Hara     | Donald Bellisario, Don McGill e Jeff Vlaming | 28 de outubro de 2003   | 13.50                      |
| Um tenente da marinha, desaparecido há 10 anos, é encontrado por um caçador. Quando a equipe da NCIS vai à cena do crime para investigar, percebem que o cadáver foi mumificado. Agora eles precisam descobrir o que aconteceu com o morto e com o milhão de dólares que estavam com ele no barco. |           |                          |                     |                                              |                         |                            |
| 6 | 6         | "Alto mar"               | Dennis Smith        | Larry Moskowitz e Jeff Vlaming               | 14 de novembro de 2003  | 11.77                      |
| Um agente NCIS que costumava trabalhar sob as ordens de Gibbs pede a ajuda da equipe para investigar um caso onde navegadores de um cargueiro estão morrendo de overdose, mas não há histórico de uso abusivo de drogas. Personagem recorrente: Joel Gretsch como Agente do NCIS Stan Burley |           |                          |                     |                                              |                         |                            |
| 7 | 7         | "Lobo do Mar"            | Michael Zinberg     | Frank Cardea e George Schenck                | 18 de novembro de 2003  | 13.21                      |
| Um corpo em decomposição é descoberto em um tubo de ácido em uma base naval, e Ducky e Abby descobrem que a vítima trabalhava em submarinos. Gibbs descobre que não há registros de um membro desaparecido, então ele deduz que algum dos colegas da vítima é um impostor. Com esta informação, a equipe precisa descobrir qual deles é o culpado, assim como o motivo para cometer o crime. Personagem recorrente: Sean Murray como Timothy McGee. Primeira aparição de: Timothy McGee. |           |                          |                     |                                              |                         |                            |
| 8 | 8         | "Mínimo de Segurança"    | Ian Toynton         | Donald Bellisario e Philip DeGuere           | 25 de novembro de 2003  | 12.71                      |
| A equipe NCIS vai a Cuba investigar a ligação de um tradutor da marinha que faz contrabando em um centro de detenção depois que ele morre em seu carro quando voltava para os Estados Unidos. Personagem recorrente: Jessica Steen como Paula Cassidy. |           |                          |                     |                                              |                         |                            |
| 9 | 9         | "Exumação"               | Dennis Smith        | John Kelley                                  | 16 de dezembro de 2003  | 12.03                      |
| Depois que a viúva de um funcionário da marinha recebe uma ligação de seu marido morto, a equipe NCIS assume o caso e precisa exumar o corpo para saber se a ligação era real ou não passava de um trote. |           |                          |                     |                                              |                         |                            |
| 10 | 10        | "Enterrada Viva"         | James Whitmore, Jr. | Donald Bellisario e Don McGill               | 6 de janeiro de 2004    | 14.51                      |
| Depois de ser enterrada viva, uma mulher sai do túmulo com amnésia e a única coisa que ela lembra é que tem uma bomba a bordo de um navio da marinha. Enquanto tenta ajudar a mulher a descobrir sua identidade, a equipe descobre que nem tudo era o que parecia ser a princípio. |           |                          |                     |                                              |                         |                            |
| 11 | 11        | "Espião dos Céus"        | Alan Levi           | Frank Cardea, Dana Coen e George Schenck     | 13 de janeiro de 2004   | 14.00                      |
| Quando um comandante da Marinha que era o conselheiro técnico de um empreiteiro que estava construindo uma arma para a Marinha é encontrado morto na praia, a equipe de NCIS investiga o assassinato usando a tecnologia de satélite. Personagem recorrente: Sean Murray como Timothy McGee. |           |                          |                     |                                              |                         |                            |
| 12 | 12        | "Meu Outro Pé Esquerdo"  | Jeff Woolnough      | Jack Bernstein                               | 3 de fevereiro de 2004  | ASA                        |
| A equipe de NCIS é chamada quando uma perna tatuada com o símbolo da marinha é encontrada em um cesto de lixo, levando-os a uma pequena cidade. |           |                          |                     |                                              |                         |                            |
| 13 | 13        | "Tiro Certeiro"          | Peter Ellis         | Gil Grant                                    | 10 de fevereiro de 2004 | 13.18                      |
| A equipe entra em uma investigação depois que um oficial da Marinha é encontrado morto a tiros por um franco atirador, que deixa uma pluma branca para trás. |           |                          |                     |                                              |                         |                            |
| 14 | 14        | "O Bom Samaritano"       | Alan Levi           | Jack Bernstein                               | 17 de fevereiro de 2004 | 13.49                      |
| Um dentista da marinha estaciona perto de outro carro para ajudar um motorista, que saca uma arma e o mata. A equipe investiga o assassinato com a ajuda da xerife local Charley, quando descobrem o assassinato parecido de um funcionário da marinha que estava se divorciando, e tem a esposa como principal suspeita, mas seu álibi é perfeito. |           |                          |                     |                                              |                         |                            |
| 15 | 15        | "Enigma"                 | Thomas J. Wrigh     | John Kelley                                  | 24 de fevereiro de 2004 | 12.14                      |
| Gibbs põe sua carreira em risco quando seu ex-comandante é acusado de roubar os fundos. Personagem recorrente: Joe Spano como Agente do FBI Tobias Fornell. |           |                          |                     |                                              |                         |                            |
| 16 | 16        | "O Terrorista"           | Peter Ellis         | Donald Bellisario                            | 2 de março de 2004      | 12.82                      |
| Um terrorista mantém Ducky, Gerald e Kate como reféns enquanto a NCIS investiga como exatamente o membro da organização terrorista conseguiu um emprego na base marinha. Personagens recorrentes: Jessica Steen como Paula Cassidy e Rudolf Martin como Ari Haswari. |           |                          |                     |                                              |                         |                            |
| 17 | 17        | "Buscando a Verdade"     | Dennis Smith        | Jack Bernstein                               | 16 de março de 2004     | 13.29                      |
| Quando o corpo de um marinheiro é encontrado no teto depois de uma festa em uma boate ilegal, a equipe investiga um número de pistas, incluindo chantagem e morte acidental. |           |                          |                     |                                              |                         |                            |
| 18 | 18        | "Vingança"               | Peter Ellis         | Thomas Moran                                 | 6 de abril de 2004      | 10.83                      |
| A equipe está procurando por um ex-SEAL que escapou da prisão em busca de revanche. Personagem recorrente: Sean Murray como Timothy McGee. |           |                          |                     |                                              |                         |                            |
| 19 | 19        | "Homem Morto Fala"       | Dennis Smith        | Frank Cardea e George Schenck                | 27 de abril de 2004     | 11.64                      |
| A equipe investiga o assassinato de um dos agentes da própria NCIS. Personagem recorrente: Sean Murray como Timothy McGee. |           |                          |                     |                                              |                         |                            |
| 20 | 20        | "Desaparecido"           | Jeff Woolnough      | John Kelley                                  | 4 de maio de 2004       | 10.13                      |
| Um marinheiro desaparece depois de ter um encontro romântico com uma repórter. Durante a investigação, a equipe descobre que três ex-membros da mesma unidade do desaparecido estão mortos, e suspeita que o comandante da unidade seja um serial killer. Personagem recorrente: Sean Murray como Timothy McGee. |           |                          |                     |                                              |                         |                            |
| 21 | 21        | "Indecisão"              | Terrence O'Hara     | Bob Gookin                                   | 11 de maio de 2004      | 11.07                      |
| Quando o corpo de um marinheiro que foi assassinado é encontrado no meio de uma floresta, a investigação leva a equipe para um local militar e um acordo sobre armas não é cumprido. Personagens recorrentes: Sean Murray como Timothy McGee e Brian Dietzen como Jimmy Palmer Primeira aparição de: Jimmy Palmer. |           |                          |                     |                                              |                         |                            |
| 22 | 22        | "O Elo Mais Fraco"       | Alan Levi           | Jack Bernstein                               | 18 de maio de 2004      | 10.39                      |
| A equipe de Gibbs investiga a morte de um marinheiro durante um exercício de treinamento, e passa a suspeitar de que não foi um acidente, e sim um assassinato. Personagens recorrentes: Sean Murray como Timothy McGee e Brian Dietzen como Jimmy Palmer. |           |                          |                     |                                              |                         |                            |
| 23 | 23        | "Toque de Alvorada"      | Thomas J. Wright    | Donald Bellisario                            | 25 de maio de 2004      | 10.86                      |
| O terrorista de Bette Noir volta com um plano para atacar o Presidente.Gibbs e sua equipe seguem as pistas para revelar sua identidade e encontrar Kate, que foi seqüestrada. Personagens recorrentes: Joe Spano como Agente do FBI Tobias Fornell, Sean Murray como Timothy McGee, Brian Dietzen como Jimmy Palmer, Jessica Steen como Paula Cassidy e Rudolf Martin como Ari Haswari.                                                                                                  |           |                          |                     |                                              |                         |                            |